# Det Kongelige Etnografiske Museum
Det Kongelige Etnografiske Museum blev grundlagt 1849 af Christian Jürgensen Thomsen, som det første af sin art og omfattede museumsgenstande fra fremmede kulturer. I dag indgår museet som en del af Nationalmuseet. De ældste af samlingens genstande stammer fra før grundlæggelsen, da de indgik i Kongens Kunstkammer.
Et etnografisk museum er en samling af genstande, hidrørende fra de folk i fremmede verdensdele, som har levet uberørte af den klassiske og senere europæiske kulturudvikling. Disse er dels de såkaldte naturfolk, dels de orientalske kulturfolk, og samlingens formål er at give et så alsidigt billede af deres liv og kulturelle forhold som muligt. 
Ideen til et almindeligt etnografisk museum skyldes den franske geograf Edme-François Jomard (1831); dog blev det ikke ham, der først førte tanken ud i livet. Æren herfor tilkommer danskeren Christian Jürgensen Thomsen, der grundlagde det etnografiske museum i København. Elementer til et sådant fandtes fra gammel tid i det af Frederik 3. oprettede Kunstkammer, i hvilket der ved siden af samlinger af højst uens art fandtes en såkaldt indiansk sal med genstande fra adskillige områder uden for Europa (Kina, Japan, Grønland, Sydamerika, Sydhavet). Ved Kunstkammerets opløsning blev de etnografiske sager tillige med oldsagerne og kunstsagerne overflyttede til det nyoprettede Kunstmuseum. Da Thomsen havde overtaget bestyrelsen af dette i 1839, var det hans plan at benytte de etnografiske samlinger som grundstamme for et dansk kolonialmuseum. Først under påvirkning af Jomard modnedes hos ham tanken om at skabe et almindeligt etnografisk museum. Takket være Thomsens sjældne evne til at vække interesse for samlingerne, hans varme kærlighed til dem og den energi, med hvilken han forstod at benytte alle veje til forøgelse, voksede etnografisk museum hurtigt således, at det allerede i 1849, da det udskiltes af Kunstmuseet og overflyttedes til sine nuværende lokaler i Prinsens Palæ, var en samling af ret anseligt omfang. Ved talrige gaver fra landsmænd, som havde lejlighed til at indsamle etnografiske sager, blev museets tilvækst så betydelig, at det efter Thomsen’s død i 1865, da Worsaae blev samlingens direktør, kunde fylde den betydelige række værelser, med hvilke dets lokale da blev udvidet. Det danske etnografiske museum var den gang det største i Europa, og endnu den dag i dag indtager det en fremragende plads mellem de talrige museer af lignende art, som voksede op rundt om i Europa. Siden 1892 udgør etnografisk museum et led af Nationalmuseet. 

## Indsamlingen
De udstillingsgenstande, der findes i Etnografisk Samling, stammer fra flere kilder, hvoraf de vigtigste er de mange videnskabelige ekspeditioner, som i løbet af det 20. århundrede blev foretaget til de enkelte steder rundt på jorden. Disse ekspeditioner havde til formål dels at indsamle genstande, dels at indsamle mundtlige beretninger, overleveringer med mere fra de besøgte folk. Store dele af de indsamlede oplysninger lader sig således ikke umiddelbart fremvise på udstillingen.

## Nuværende udstilling
Den nuværende udstilling på Nationalmuseet er opbygget som geografiske delområder efter følgende princip:
- indianere i Sydamerika
- indianere i Mellemamerika
- indianere i Nordamerika
- Afrika
- Det osmanniske Rige
- Indien
- Indonesien
- Oceanien
- Japan
- Buddhisme
- Kina
- Russisk Turkestan (Pamir)
- Samer, Sibirien og Mongoliet
- eskimoer

Rækkefølgen svarer således ikke ganske til "en rejse rundt om jorden".
Udstillingen omfatter kultgenstande, malerier, dragter og prydelser, skulpturer og smykker, genstande fra den tyrkiske sultans hof, tempelskulpturer fra Indien, et japansk skyggespilteater, magiske figurer fra Oceanien, kunsthåndværk fra Kina og Japan, malerier og figurer som fortæller om Buddhas liv og lære, genstande og udstyr fra Centralasien, dragter, malerier, fangstredskaber og husgeråd fra eskimoerne på Grønland og i Canada og Alaska.
I hvert af rummene findes ved indgangen et udsnit af jordkloden, der viser hvor på jorden, de i udstillingsrummet viste genstande stammer fra. I tilknytning hertil findes en indførende tekst, som forklarer, hvad det er, der vises på udstillingen i det pågældende rum. Desuden findes i tilknytning til de enkelte montrer en kort oplysende redegørelse om i hvilken sammenhæng, de viste genstande hører hjemme. Desuden er for hver af de viste udstillingsgenstande en kort tekst, som oplyser de vigtigste kendsgerninger om genstanden.